# Morris Wessel
Morris A. Wessel (* 1. November 1917 in Providence, Rhode Island; † 20. August 2016 in New Haven, Connecticut) war ein amerikanischer Kinderarzt. 1954 formulierte er erstmals die Dreierregel für die Diagnose von exzessivem Schreien im Säuglingsalter („Dreimonatskolik“), die später als „Wessel-Criteria“ nach ihm benannt wurde. Er war Professor für klinische Pädiatrie an der Yale University und forschte besonders zur frühkindlichen Entwicklung und zu Fragen der Bewältigung von Trauer über den Tod von Angehörigen bei Kindern und Jugendlichen. In New Haven arbeitete er mehr als 50 Jahre lang als Kinderarzt.

## Leben und Werk
Morris Wessel schloss sein Undergraduate Studium an der Johns Hopkins University in Baltimore 1939 mit einem B.A. in Arts & Science (eine Art Studium Generale) ab. Danach besuchte er die Medical School der Yale University, die er 1943 mit dem Titel M.D. abschloss. Wessel diente bis 1947 als Militärarzt im Medical Corps der United States Army, wo er den Dienstgrad eines Captain erreichte. Er befasste sich unter anderem mit Geschlechtskrankheiten bei Soldaten der amerikanischen Army of Occupation in Japan.
1947 begann er seine pädiatrische Facharztausbildung mit einem Pediatric Fellowship an der Mayo Clinic. 1951 eröffnete er in New Haven gemeinsam mit Robert G. LaCamera eine Gemeinschaftspraxis für Kindermedizin. In den folgenden Jahren befasste er sich mit dem Rooming-in, mit Koliken bei Neugeborenen und mit der Gefahr von Bleivergiftungen bei Kindern und Jugendlichen. Er forschte und publizierte besonders zu Trauer und Traumabewältigung bei Kindern und Jugendlichen. Er war 1969–1974 an der Gründung des Connecticut Hospice in Branford (CT) beteiligt, der ersten nur für diesen Zweck gebauten Hospizeinrichtung in den USA.
1993 verließ Wessel nach 42 Jahren seine Kinderarztpraxis, LaCamera ging drei Jahre später ebenfalls in Ruhestand. 1997 wurde Wessel mit dem C. Anderson Aldrich Award in Child Development der American Academy of Pediatrics ausgezeichnet. Er arbeitete auch nach dem Ende seiner niedergelassenen Tätigkeit weiter an der Clifford Beers Clinic für Kinder und Familien, einer der ältesten ambulanten Klinik für Patienten mit Verhaltensstörungen in den USA. 2007 ging Wessel nach 35 Arbeitsjahren auch an der Clifford Beers Clinic in den Ruhestand. Das neu erbaute National Trauma Center wurde von der Klinik zu seinen Ehren als „Morris Wessel Child and Family Trauma Center of the Clifford Beers Clinic“ benannt.
Morris Wessel ist mit Irmgard (Irm) Wessel verheiratet, die er in seiner Zeit an der Mayo Clinic kennenlernte. Irmgard Wessel (geb. Rosenzweig) stammt aus Kassel und ist eine Überlebende des Holocaust, die Deutschland im März 1939 mit einem Kindertransport nach England verlassen konnte, von wo sie mit ihren Eltern in die USA auswanderte. Irmgard Wessel arbeitete für viele Jahre als Sozialarbeiterin und Lehrerin in New Haven CT. Die beiden haben eine Tochter und drei Söhne, einer davon der Pulitzer-Preisträger David Wessel.

## Veröffentlichungen (Auswahl)
- M. A. Wessel, J. C. Cobb, E. B. Jackson, G. S. Harris Jr, A. C. Detwiler: Paroxysmal fussing in infancy, sometimes called colic. In: Pediatrics. Vol. 14, Nr. 5, Nov 1954. PMID 13214956.
- Morris Wessel: Parents book for raising a healthy child. Ballantine Books, New York 1987, ISBN 0-345-31430-1.